# Carta marina

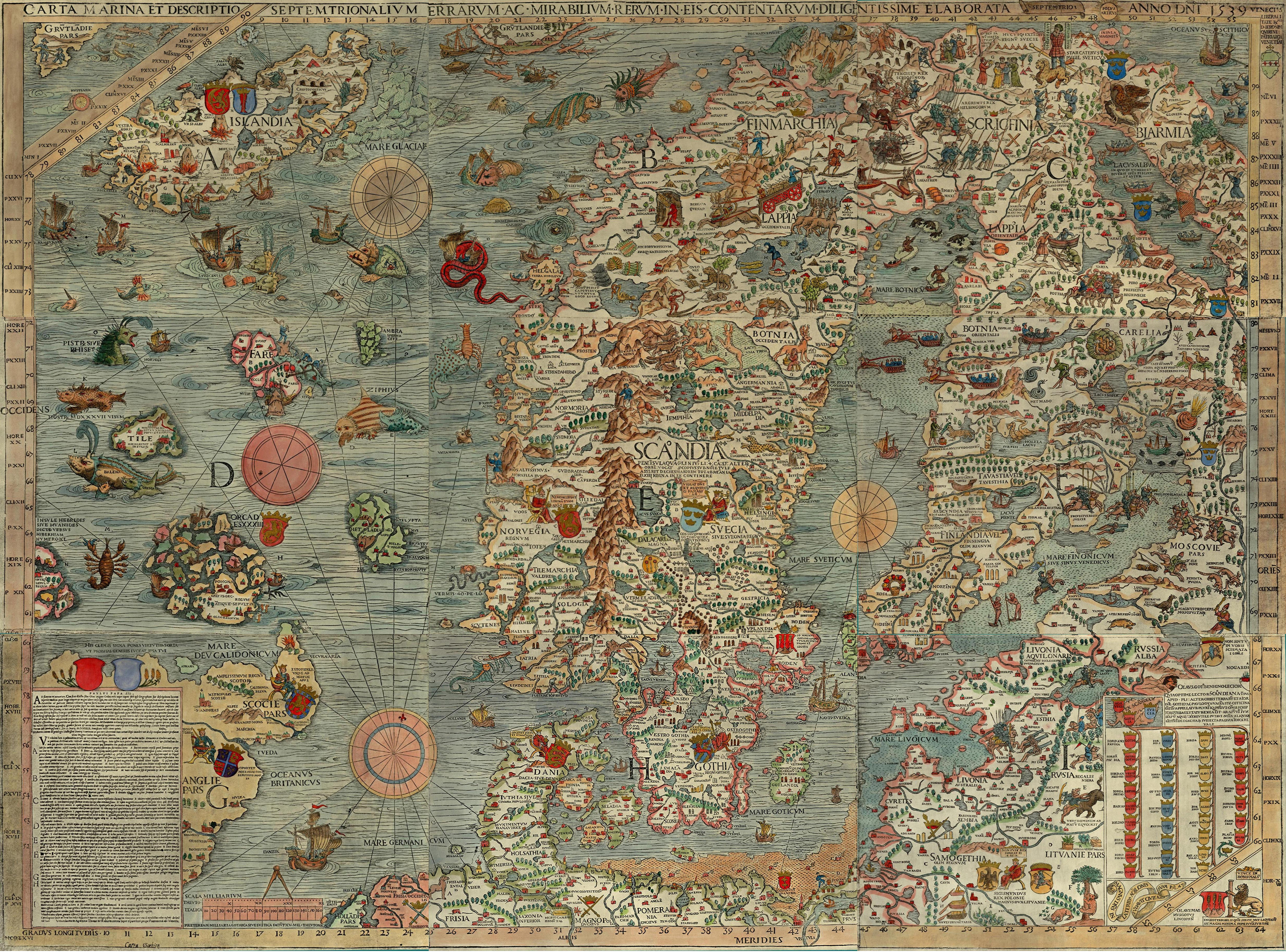
Carta Marina – träsnitt av Olaus Magnus år 1539. (Kartan är senare färglagd.)

Carta Marina är den tidigaste någorlunda korrekta kartan över Norden och Baltikum. Kartans upphovsman, Olaus Magnus (1490–1557), var formellt Sveriges siste katolske ärkebiskop och bror till Johannes Magnus. Olaus Magnus lade ner tolv års arbete på kartan innan den trycktes i Venedig år 1539. Kartan utgjorde ett förarbete till Olaus Magnus storverk Historia de gentibus septentrionalibus – Historia om de nordiska folken, och av kartans bilder återfinns över hundra även i boken.
År 1572 publicerade Antonio Lafreri en förminskad kopia av Carta marina i Rom. I dag finns ett tiotal exemplar av denna karta bevarade. Lafreris karta ersatte i över 300 år den ursprungliga kartan, som under lång tid tycktes helt försvunnen fram till dess ett exemplar återupptäcktes år 1886 vid Hof- und Staatsbibliothek i München, där den fortfarande förvaras. År 1962 återfanns ytterligare en av originalkartorna i Schweiz. Kartan förvärvades av Uppsala universitetsbibliotek Carolina Rediviva under ledning av Hans Sallander. Upplagan var sannolikt ganska liten, vilket förklarar kartans sällsynthet.
Kartorna från 1539 är ofärgade liksom Lafreris nytryck från 1572. Alla äldre färgade kartor är handfärgade; tryckta färgkopior framställdes inte förrän i början av 1900-talet. I Kungliga biblioteket finns ett färglagt exemplar av Lafreris Carta marina (1572), och färgerna anses vara samtida.

## Övrigt

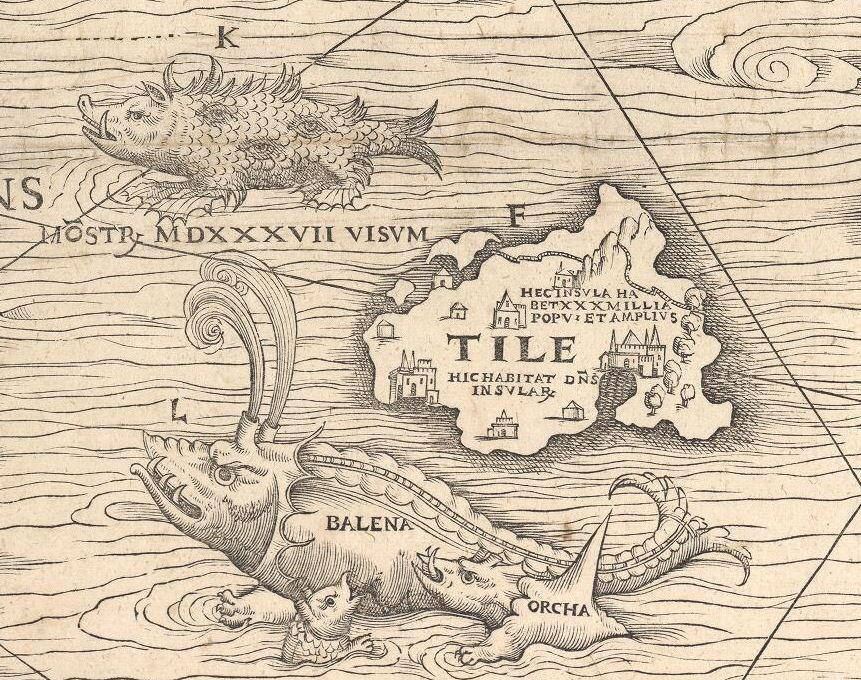
Den fiktiva ön Tile

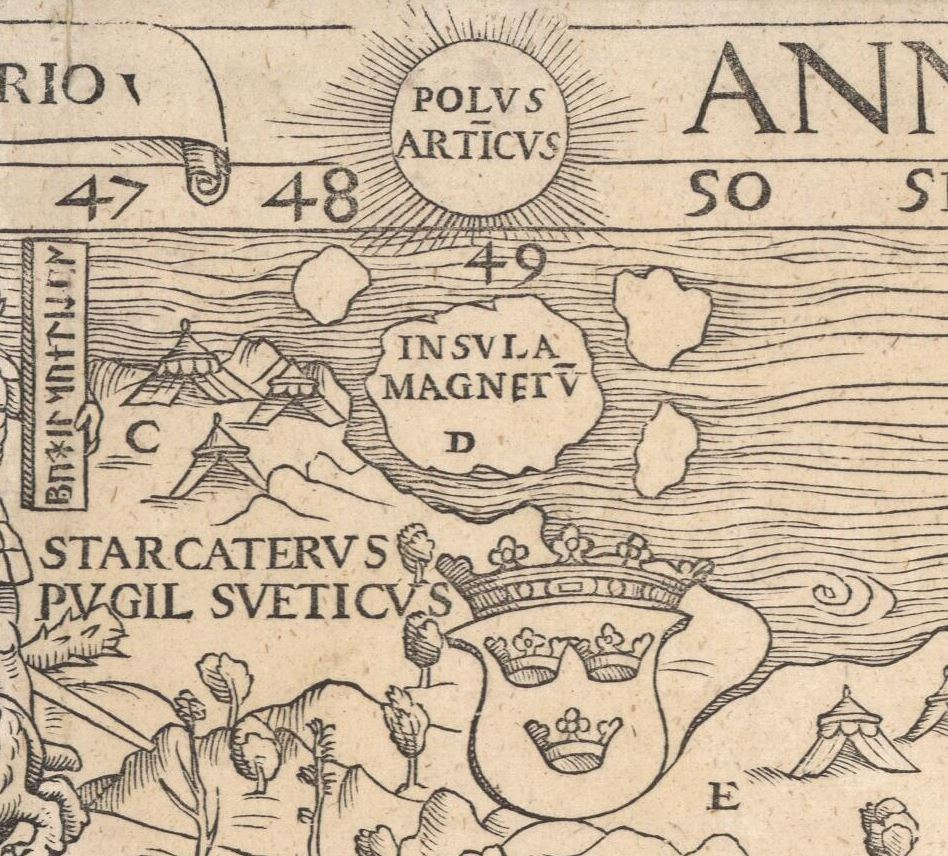
Insula Magnetum

På kartan finns åtminstone tre öar utritade som inte existerar i verkligheten. Väster om Island finns Hvitsark. Mellan Orkneyöarna och Färöarna finns "Tile" utritat, som enligt kartan hade 30 000 invånare, och här avses troligen det mytiska landet Thule. Utanför Murmansk står "Insula Magnetum", som troddes vara platsen för den Magnetiska nordpolen. 